# NGC 6470
NGC 6470 est une petite galaxie spirale barrée située dans la constellation du Dragon. Sa vitesse par rapport au fond diffus cosmologique est de 1 401 ± 21 km/s, ce qui correspond à une distance de Hubble de 20,7 ± 1,5 Mpc (∼67,5 millions d'al). NGC 6470 a été découverte par l'astronome américain Lewis Swift en 1886.
La classe de luminosité de NGC 6470 est II et elle présente une large raie HI.
- Note : l'image de NGC 6470 obtenue des données du relevé SDSS ne montre pas du tout une galaxie spirale barrée, mais plutôt une galaxie entourée d'un noyau assez brillant et d'un autre anneau plus éloignée et très pâle. De plus la taille angulaire indiquée par Wolfgang Steinicke (1,3′ × 0,2′) ne correspond pas du tout à la taille de la galaxie identifiée comme étant NGC 6470, soit PGC 60778). Par contre, la galaxie située au sud identifée comme étant NGC 6471 correspont à cette taille. D'ailleurs, les galaxies NGC 6456, NGC 6463, NGC 6470, NGC 6471, NGC 6472, et NGC 6477 sont assez près l'une de l'autre sur la sphère céleste. L'attribution d'un numéro NGC à ces galaxies demandent certaines hypothèses. Aussi, l'indentification de celles-ci doit être considérée comme incertaine, mais elle est probablement correcte[3]. Harold Corwin a écrit un texte assez fouillé à ce sujet[5].

## Supernova
La supernova SN 1992aa a été découverte dans NGC 6470 le 12 mai les astronomes amateurs américains Tim Puckett et Alex Langoussis. Le type de cette supernova n'a pas été déterminé.